# Islamische Zeitung
Die Islamische Zeitung (IZ) ist eine in Berlin erscheinende monatliche Zeitung der IZ Medien GmbH, die im Berliner Format erscheint. Die Publikation hat eine zugehörige Website.

## Gründung und Organisation
Die Islamische Zeitung wurde 1995 in Weimar von dem konvertierten Rechtsanwalt Andreas Abu Bakr Rieger gegründet.
Die IZ wurde herausgegeben von dem am 1. Mai 1995 gegründeten Weimar Institut für geistes- und zeitgeschichtliche Fragen e. V., welches den Murabitun, Anhängern des aus Schottland stammenden Scheichs Abdulqadir as-Sufi al-Murabit (alias Ian Dallas), zugeordnet wird.
Um das Jahr 2000 zogen Rieger, die IZ und das Weimar Institut nach Potsdam, wo auch die von Rieger 1998 gegründete Organisation „Muslim Lawyers“ sitzt. Die bisher als Vereinsblatt geführte Islamische Zeitung sollte eine professionellere Gestalt annehmen, und dafür wurde als Herausgeber die IZ Medien GmbH gegründet, deren Geschäftsführer Rieger ist und die ihren Sitz nach Berlin verlegte.
„Trotz dauerhafter Geldnot“ versucht die IZ, einigermaßen professionell zu arbeiten. So entsteht die IZ nicht nur in den Redaktionsräumen in Berlin, sondern auch in Heimarbeit am Desktop.
Der Chefredakteur der Zeitung ist Sulaiman Wilms, mit Ali Kocaman als stellvertretendem Chefredakteur. Tarek Baé leitete bis 2018 die Online-Medien sowie das Marketing. Der Herausgeber Andreas Abu Bakr Rieger veröffentlicht regelmäßig Leitartikel in der Printausgabe. Des Weiteren gibt es eine Lektorin und einen Vertriebsmitarbeiter. Inhaltlich wird die Islamische Zeitung größtenteils durch freie Autoren und ehrenamtliche Mitarbeiter gestaltet. Mittlerweile wurden Artikel von über 2.000 Autoren in der Islamischen Zeitung (Print und Online) veröffentlicht.
Die Zeitung hat eine Auflage von 6.000 bis 8.000 Stück (Stand: 2008). Die Zahlen beruhen auf Eigenangaben, die Auflage wird nicht bei der Informationsgemeinschaft zur Feststellung der Verbreitung von Werbeträgern (IVW) erfasst. Der Vertrieb der IZ erfolgt in erster Linie durch ca. 4.000 Abonnements, teilweise durch den Direktverkauf in Moscheen und bei Veranstaltungen, sowie an deutschlandweit ca. 500 Kiosken, größtenteils im Bahnhofsbuchhandel.
Die IZ-Website hat nach eigenen Angaben monatlich über 400.000 Nutzer.

## Profil und Themen
Die Islamische Zeitung versteht sich nach eigenen Angaben als unabhängiges muslimisches Medium, das ein muslimisches wie nichtmuslimisches Publikum ansprechen möchte. Ihrer Selbstdarstellung nach möchte die Islamische Zeitung eine Brücke zwischen Muslimen und Nichtmuslimen bauen, Informationen über Islam und Muslime aus erster Hand bieten und ein unabhängiges Medienforum für deutschsprachige Muslime darstellen.
Die Redaktion der IZ legt nach eigener Darstellung Wert auf eine klare Distanzierung von Terrorismus und Selbstmordattentaten. Man verfolge einen islamischen Mittelweg, der sich am sunnitisch-orthodoxen Islam orientiert, und lehne sowohl Extremismus als auch Esoterik ab.
Die Islamische Zeitung verfolgt schwerpunktartig das Themenfeld Ökonomie, unter anderem mit einer radikalen Kritik am Finanzsystem. Eine zeitgemäße Übertragung der traditionellen islamischen Wissenschaften, wie zum Beispiel „Fiqh“ oder „Tasawwuf“, in den Kontext Zeit und Ort spielt eine Art übergeordnete Rolle in der Themenauswahl der IZ. Es lässt sich zudem eine relativ harte Zurückweisung von Wahabismus, Salafismus und Nationalismus feststellen. Die Behandlung des Islams in Europa ist in jeder Ausgabe zu finden und dominiert ebenfalls die Webseiteninhalte.
Zu einigen Themen wie z. B. der Flüchtlingsfrage, Goethe, dem NSU-Komplex oder dem Fastenmonat Ramadan veröffentlicht die IZ Artikel-Sammlungen und Dossiers. Gleichzeitig bemühe sich die Redaktion, viele Artikel zu „Lifestyle“ zu veröffentlichen und so nach eigenem Verständnis eine positive muslimisch-europäische Identität zu stiften.
Die Islamische Zeitung veröffentlicht in jeder Ausgabe ausführliche Interviews mit muslimischen und nichtmuslimischen Persönlichkeiten des öffentlichen Lebens.
Die Islamische Zeitung veröffentlicht zu Bundestagswahlen gemeinsam mit der Deutschen Muslim-Liga Bonn und dem Zentralrat der Muslime einen Wahlkompass. Den großen Parteien wird dabei eine Reihe von Fragen geschickt, die von zusätzlicher Relevanz für die Muslime sein könnten. Eine Wahlempfehlung wird nicht ausgesprochen, der Chefredakteur der Islamischen Zeitung Sulaiman Wilms kommentiert jedoch ein Gesamtergebnis der Antworten. Zur Bundestagswahl 2017 antworteten stellvertretend für die Parteien beispielsweise SPD-Kanzlerkandidat Martin Schulz und Nicola Beer, Generalsekretärin der FDP. Die AfD reagierte laut den Machern auf mehrmalige Kontaktanfragen nicht.

## Inhaltliche Tätigkeitsfelder
Rieger sprach auf Einladung des Generalkonsulats von Bosnien und Herzegowina 2005 in Düsseldorf als Vertreter der Islamischen Zeitung auf einer Veranstaltung zum Gedenken des Massakers von Srebrenica. In der Rede wurde eine deutliche Ablehnung der NATO deutlich, der er eine Mitschuld vorwarf. Die Lehre von Srebrenica, so Rieger, müsse in eine Abkehr von Ideologie und Menschenverachtung resultieren. Auch zog Rieger mehrmals Vergleiche zwischen dem Holocaust und den Genoziden während der Balkankriege. Solche Verbrechen zu verhindern, sei laut Rieger eine besondere Verantwortung deutscher Muslime. Der Bezug zu den Muslimen des Balkans und anderen Teilen Europas findet sich oft in Riegers Beiträgen in der Islamischen Zeitung.
Der ehemalige IZ-Mitarbeiter und Politik-Influencer Tarek Baé nahm als Vertreter des größten deutsch-muslimischen Mediums an einer Veranstaltung der Salaam-Schalom Initiative, im Auftrag der Amadeu Antonio Stiftung, gegen Antisemitismus und Antimuslimismus teil. Im Rundfunk Berlin Brandenburg (RBB) wurde die Veranstaltung in der Sendung Himmel und Erde reflektiert. Weiterhin referiert er über jüdisch-muslimische Geschichte in Europa.
Rieger referierte im Mai 2016 auf Einladung des Bundesministerium des Innern als Vertreter der Islamischen Zeitung auf der 28. Christlich-islamischen Pfingsttagung, organisiert durch die Evangelische Akademie (Villigst), dem Bendorfer Forum für ökumenische Begegnung und interreligiösen Dialog und von der Deutschen Muslimliga Bonn, über „Religion im Konflikt: Fundamentalisierung – Globalisierung – Instrumentalisierung“.
IZ-Chefredakteur Sulaiman Wilms referiert regelmäßig über den Islam in Europa und den innermuslimischen Diskurs und wurde dafür bereits von der Bundeszentrale für politische Bildung als Vertreter der IZ eingeladen.
Andreas Abu Bakr Rieger und Sulaiman Wilms sind regelmäßig an Universitäten und Moscheen als Vortragende zu Gast, wobei die Islamische Zeitung dabei teilweise Mitorganisator ist. Tarek Baé initiierte in zahlreichen Moscheegemeinden Seminare zu Medienkompetenz, Kommunikation und Öffentlichkeitsarbeit.

## Rezeption
Der Journalist Jörg Lau schrieb 2004 in der Zeit über Rieger und die IZ: „Seine Zeitung gibt sich in jüngster Zeit sehr moderat. Man pflegt den Dialog mit bekannten Figuren des öffentlichen Lebens wie Cem Özdemir, Roger Willemsen und Xavier Naidoo.“ Er verweist auf die Extremismus-Expertin Claudia Dantschke, welche die IZ dennoch für die Camouflage einer subversiven islamistischen Sekte hält.
Die Journalistin Charlotte Wiedemann bemängelte in einem Artikel in der taz, dass Beiträge der Macher der IZ zum geistigen Leben des Islam gesellschaftlich übersehen würden, „um die eigenen Stereotype“ nicht zu gefährden.
Die Philosophin Petra Kuppinger untersuchte in einer im April 2011 veröffentlichten Studie die Islamische Zeitung und kam zum Ergebnis, dass diese „entgegen der Behauptung einiger ihrer Gegner“ eine Plattform sei, die an einer breiten Öffentlichkeit teilnehme. Die IZ unterstütze „im hohen Maß und vorbehaltlos Partizipation und Engagement in allen gesellschaftlichen Bereichen und dem öffentlichen Raum.“ Kuppinger zufolge verdiene die Islamische Zeitung „Respekt“, da durch sie „ein besseres Verständnis“ und „Analysen von Fragen“ vermittelt würden. Laut Kuppinger seien in der IZ klar „linksgerichtete“ und „Anti-Globalisierungs“-Positionen zu erkennen. Das liege daran, dass die Zeitung sich inhaltlich schwerpunktmäßig ökonomischen Debatten widme. Einen weiteren Schwerpunkt sieht Kuppinger in der Stärkung der Rolle der Frau. Weiter führte Kuppinger aus, sei die IZ für den Aufbau einer deutsch-muslimischer Identität ihrer vorrangig jungen, akademischen Leserschaft relevant.
Der Sozialwissenschaftler Rahim Hajji verglich 2009 in einer Untersuchung die Berichterstattung islamischer Medien in Deutschland und Großbritannien über die „Operation Gegossenes Blei“ und nutzte als Beispiel eines deutschen Mediums die Islamische Zeitung, da diese „weniger religiös zentriert“ sei und als „Zeitung mit einem über die Religion herausgehenden Themenspektrum anzusehen“ sei. Die differenzierende Berichterstattung der IZ könne laut Hajji als eine „Verinnerlichung der deutschen Staatsräson“ gewertet werden.
Im Jahr 2012 ließen sich anlässlich der 200. Ausgabe Prominente wie Roger Willemsen, Feridun Zaimoglu und Ilja Trojanow mit wohlwollenden Worten in der IZ zitieren.
Der Politikwissenschaftler Johannes Kandel schätzt die Murabitun-Bewegung des IZ-Herausgebers als „fundamentalistische Politsekte“ ein: „Die Murabitun ist im Grunde eine moderne Kalifats-Bewegung, die eine Mischung aus Antikapitalismus, auch deutlich antisemitischen Tönen verbindet.“ Es werde ein Anti-Imperialismus vertreten, der sich mit rechten, auch rechtsextremen Positionen teilweise verbinde. Über das Profil der Islamischen Zeitung dürfe man sich nicht täuschen lassen: „Das zeigt sich dann auch in so Thesen, das Papiergeld sei von Juden erfunden worden. Das sei Betrug und eben auch eine jüdische Erfindung. Die Welt-Finanz als Hauptfeind und man müsse den Golddinar wieder einführen. Viel konservative islamisch-sufisch geprägte Lehre die mehr oder weniger glücklich journalistisch verpackt wird.“
Der Islamfunktionär Burhan Kesici, Vorsitzender des Islamrates, äußerte sich folgendermaßen zur Islamischen Zeitung: „Was mich gestört hat, es ist ein Medium und gleichzeitig steht eine Gemeinde dahinter. Da sehen wir, dass diese Gemeinde, dass sie eine ganz kleine Gruppe darstellt. Und denen ist es auch egal, was die Mehrheit der Gemeindemitglieder denken.“
Der islamische Theologe und Ethnologe Martin Mahmud Kellner vom Institut für Islamische Theologie der Universität Osnabrück bezeichnete im Vorfeld eines Interviews mit der Islamischen Zeitung den Qualitätsaspekt bei dieser als „vorbildlich für die Muslime insgesamt“.
Lennart Pfahler schrieb 2021 in der Welt, die IZ irrlichtere seit Jahren zwischen radikalen Zwischentönen und bleiernem Wertekonservatismus. Zu einem wirklich bedeutenden Sprachrohr radikaler Strömungen sei das Medium nie geworden.
Im Januar 2024 wurde im ZDF Friedmann Eißler, Islambeauftragter der Evangelischen Landeskirche in Württemberg, mit seiner Einschätzung zitiert, dass die IZ einer „modernen Kalifats-Bewegung“ zuzurechnen sei. Sie verbinde eine „Mischung aus Antikapitalismus, auch deutlich antisemitischen Tönen“ und „Anti-Imperialismus“.

## Auszeichnungen
2009 wurde der Herausgeber Andreas Abu Bakr Rieger erstmals in der „Liste der 500 einflussreichsten Muslime“ des Royal Islamic Strategic Studies Centre aus Jordanien, unter anderem wegen der Islamischen Zeitung, aufgeführt.
Im Januar 2015 bekam Abu Bakr Rieger, unter anderem wegen seiner Verdienste mit der Islamischen Zeitung, den Cojep-Preis für ‚Interkulturellen Dialog‘ verliehen.